# Злочиначки умови (9. сезона)
Злочиначки умови (engl. Criminal Minds) је америчка криминалистичка драмска телевизијска серија која прати рад Јединице за анализу понашања (ЈАП-а) (engl. Behavioral Analysis Unit - BAU) чије је седиште у Квантику у Вирџинији. Серија се разликује од других серија те врсте по томе што се више усредсређује на злочинца него на сам злочин. Серију је продуцирала продукција The Mark Gordon Company у сарадњи са телевизијским студијима CBS и ABC. Серија је првобитно названа Квантико, а пробна епизода је снимљена у Ванкуверу.

## Опис
Девета сезона серије Злочиначки умови је емитована на каналу CBS од 25. септембра 2013. до 14. маја 2014.
У Канади, девета сезона је емитована на CTV-у.
Сезона се састоји од 24 епизоде, при чему је 200. епизода 14. епизода сезоне, а последња је 14. маја. Наводно ће ова нова сезона открити више о прошлости агенткиње Џенифер „Џеј-Џеј“ Џаро. „Искористићемо случајни дар 6. сезоне да у бљесковима из прошлости објаснимо шта се догодило када је радила за Пентагон и зашто се вратила као много чвршћи лик. Никада нисам имала прилику да овако покажем своје глумачке мишиће у серији!“, рекла је А.Џ. Кук. Сезона је такође обележила повратак Паџет Брустер и Џејн Еткинсон за 200. епизоду која је емитована 5. фебруара 2014. Дана 14. маја 2014. године, на крају завршнице сезоне откривено је да ће Џин Триплхорн (Алекс Блејк) напустити серију.

## Улоге

### Главне
- Џо Мантења кao Дејвид Роси
- Шемар Мур кao Дерек Морган
- Метју Греј Габлер кao Спенсер Рид
- А.Џ. Кук кao Џенифер Џаро
- Кирстен Вангснес кao Пенелопи Гарсија
- Џин Триплхорн као Алекс Блејк
- Томас Гибсон кao Арон Хочнер

### Гостујуће
- Паџет Брустер као Емили Прентис (епизода 14)

## Епизоде
| Бр. еп. (укупно) | Бр. еп. (у сезони) | Наслов                               | Редитељ           | Сценариста                                   | Премијера           | Прод. код | Гледаност у САД-у (милиони) |
| --- | ------------------ | ------------------------------------ | ----------------- | -------------------------------------------- | ------------------- | --------- | --------------------------- |
| 187 | 1                  | "Подстрек (1. део)"                  | Глен Кершо        | Џенин Шерман Бароа                           | 25. септембар 2013. | 901       | 11.27                       |
| Када су две жене из Глендејла у Аризони сексуално нападнуте и пронађене мртве од једног метка у срце, ЈАП креће у хапшење серијског убице који тера своје жртве да једу људско месо. У међувремену, Хоч размишља о попуњавању места шефа одсека, а неочекивани обрт обећава да ће променити ток истраге.                                             |                    |                                      |                   |                                              |                     |           |                             |
| 188 | 2                  | "Подстрекнути (2. део)"              | Лари Тенг         | Брин Фрејзер                                 | 2. октобар 2013.    | 902       | 11.12                       |
| Пошто је рутинско упоређивање отисака прстију открило да је човек који се сматра главним осумњиченим за убиства у Глендејлу у Аризони једнојајчни брат близанац Валаса Хајнса, ЈАП жонглира залазећи у прошлост њих двојице, убеђујући њихову самољубну рођену мајку да сарађује у истрази и пратећи Хајнса пре него што поново нападне.             |                    |                                      |                   |                                              |                     |           |                             |
| 189 | 3                  | "Последњи пуцањ"                     | Бетани Руни       | Шерон Ли Вотсон                              | 9. октобар 2013.    | 904       | 10.98                       |
| Када је шест наизглед неповезаних цивила побијено из ватреног оружја на тргу у Даласу у Тексасу, ЈАП покушава да утврди да ли је злочин био одвојени догађај, терористички напад подстрекнут предстојећом годишњицом атентата на Кенедија или циљани напад који је имао за циљ проналажење и убијање одређене особе.                                 |                    |                                      |                   |                                              |                     |           |                             |
| 190 | 4                  | "Бити сведок"                        | Роб Бејли         | Ерика Месер                                  | 16. октобар 2013.   | 903       | 11.06                       |
| Када је НН мушкарац из Балтимора у Мериленду подвргнут лоботомији приликом које му је пронађена микроскопска камера уграђена у око, ЈАП сарађује са новим шефом одсека Матеом Крузом како би направила профил отмичара повезаног са међународним нерешеним случајем. У међувремену, Џеј-Џеј и Круз покушавају да сакрију своју прошлу везу од екипе. |                    |                                      |                   |                                              |                     |           |                             |
| 191 | 5                  | "Пут 66"                             | Адг Арниокоски    | Вирџил Вилијамс                              | 23. октобар 2013.   | 905       | 11.55                       |
| Пошто је Хоч био у болници због сложености насталих убодним ранама задобијеним током његовог скоро кобног сусрета са Џорџом Фојетом, а Роси је остао да би сазнао о његовој прогнози, преостали чланови ЈАП-а кренули су у потрагу за тинејџерком из Вичите у Канзасу за коју се верује да ју је отео њен отуђени отац.                              |                    |                                      |                   |                                              |                     |           |                             |
| 192 | 6                  | "У крви"                             | Мајкл Ленг        | Брус Зимерман                                | 30. октобар 2013.   | 906       | 10.64                       |
| Када је једна непозната особа из Прова у Јути пронађена закопана у гробници од стена, а друга непозната особа у близини исте, ЈАП креће у проналажење обредног убице опседнутог суђењима вештицама из Салема. У међувремену, Гарсија се спрема да организује Задушнице у свом стану, а Хоч се враћа са боловања.                                     |                    |                                      |                   |                                              |                     |           |                             |
| 193 | 7                  | "Чувар капије"                       | Метју Греј Габлер | Рик Данкл                                    | 6. новембар 2013.   | 907       | 9.70                        |
| Када су тројица мушкараца из Бостона у Масачусетсу нападнута и задављена, ЈАП креће да направи профил воајера који прогања своје жртве и убија свакога кога доживљава као лош утицај. У међувремену, екипа се окупља и чува Росија пошто су сазнали да ће његов омиљена кафана бити затворена због лошег промета.                                    |                    |                                      |                   |                                              |                     |           |                             |
| 194 | 8                  | "Повратак"                           | Џон Терлески      | Кимберли Ен Харисон                          | 13. новембар 2013.  | 908       | 11.63                       |
| Када је тинејџер који је побегао из Чикага у Илиноису погинуо пошто је побио троје цивила у ресторану, ЈАП утврђује да је стрелац обмањен да изврши напад и да је члан домаће терористичке групе. У међувремену, Морган открива да његова најновија девојка Савана схвата његов посао једнако озбиљно као и он.                                      |                    |                                      |                   |                                              |                     |           |                             |
| 195 | 9                  | "Чудно воће"                         | Константин Макрис | Џенин Шерман Бароа                           | 20. новембар 2013.  | 909       | 12.40                       |
| Када су два женска костурска остатка ископана из дворишта куће у Вирџинији након експлозије одводне цеви, ЈАП жонглира између препознавања жртава и истраживања прошлости станара. У међувремену, Џеј-Џеј покушава да убеди Круза да остатку екипе исприча о њиховом ранијем односу.                                                                 |                    |                                      |                   |                                              |                     |           |                             |
| 196 | 10                 | "Позивалац"                          | Роб Бејли         | Шерон Ли Вотсон                              | 27. новембар 2013.  | 910       | 11.10                       |
| Када је пар из Сент Луиса у Мисурију примио загонетни телефонски позив пошто су открили да им је десетогодишњи син нестао, а улазна врата куће прекривена крвљу, ЈАП сумња да је нестанак повезан са нерешеним случајем од пре петнаест година и покушава да успостави везу између ова два злочина.                                                  |                    |                                      |                   |                                              |                     |           |                             |
| 197 | 11                 | "Насилник"                           | Глен Кершо        | Вирџил Вилијамс                              | 11. децембар 2013.  | 911       | 11.19                       |
| ЈАП се враћа у Мисури пошто је Блејкова примила телефонски позив од свог оца који тражи од екипе да помогне у проналажењу особе одговорне за низ убистава повезаних са нерешеним двоструким убиством. У међувремену, Блејкова жонглира између израде профила убице и рада са својим отуђеним братом.                                                 |                    |                                      |                   |                                              |                     |           |                             |
| 198 | 12                 | "Црна крљица"                        | Тавнија Мекирнан  | Брин Фрејзер                                 | 15. јануар 2014.    | 912       | 10.35                       |
| Када је онлајн колектив хаковао Министарство правде и полицијску управу Сан Хозеа и тврди да је затвореник осуђен на смрт, претходно осуђен за дављење осам проститутки, невин, Гарсија покушава да помогне ЈАП-у тако што ће се позабавити својом прошлошћу.                                                                                        |                    |                                      |                   |                                              |                     |           |                             |
| 199 | 13                 | "Пут кући (1. део)"                  | Џо Мантења        | Брус Зимерман                                | 22. јануар 2014.    | 913       | 10.35                       |
| Док Роси претражује Лос Анђелес у Калифорнији, тражећи свог бившег наредника из морнарице, преостали чланови ЈАП-а крећу у проналажење осветника из Кливленда у Охају опредељеног на задатке. У међувремену, Џеј-Џеј наставља да спречава екипу да открије њену тајну.                                                                               |                    |                                      |                   |                                              |                     |           |                             |
| 200 | 14                 | "200 (2. део)"                       | Лари Тенг         | Рик Данкл                                    | 5. фебруар 2014.    | 914       | 12.92                       |
| Када су пријављени нестанци Џеј-Џеј и Круза, а нестанак обобоје повезан са тајним задатком из времена када су радили у Министарству спољних послова, ЈАП тајно сарађује са бившом ГПА Емили Прентис у покушају да спасе своје нестале колеге. |                    |                                      |                   |                                              |                     |           |                             |
| 201 | 15                 | "Господин и госпођа Андерсон"        | Феликс Алкала     | Кимберли Ен Харисон                          | 19. фебруар 2014.   | 915       | 10.06                       |
| Када су две жене из Питсбурга у Пенсилванији задављене, а потом пронађене умотане у завесу за туширање, ЈАП покушава да утврди да ли је злочине починила двочлана убилачка екипа. У међувремену, Морган и Гарсија праве планове за Дан заљубљених за своје вољене особе, а Џеј-Џеј се враћа са одсуства.                                             |                    |                                      |                   |                                              |                     |           |                             |
| 202 | 16                 | "Габи"                               | Томас Гибсон      | Џим Клементе и Ерика Месер                   | 26. фебруар 2014.   | 916       | 9.42                        |
| Када је четворогодишња девојчица из Хатисбурга у Мисисипију нестала док је привремено боравила код родбине, ЈАП покушава да утврди да ли је њен биолошки отац умешан у отмицу и да идентификује власника мини-комбија виђеног у близини места отмице у време отмице.                                                                                 |                    |                                      |                   |                                              |                     |           |                             |
| 203 | 17                 | "Убеђивање"                          | Роберт Либерман   | Шерон Ли Вотсон                              | 5. март 2014.       | 917       | 11.42                       |
| Када су две жене из Лас Вегаса у Невади удављене и потом пронађене у пустињи, ЈАП креће да истражи профил бескућника серијског убице који се свети члановима сопствене заједнице. У међувремену, Рид постаје све тескобнији пошто је покушао да позове мајку и сазнао да је отишла на путовање, а да му није рекла.                                  |                    |                                      |                   |                                              |                     |           |                             |
| 204 | 18                 | "Беснило"                            | Даг Арниокоски    | Вирџил Вилијамс                              | 12. март 2014.      | 918       | 10.74                       |
| Када су три костура људских остатака ископана из плитког гроба у близини Милвокија у Висконсину, ЈАП покушава да пронађе убицу који заражава своју жртву беснилом и снима је како се симптоми погоршавају. У међувремену, Гарсија и Рид жонглирају припремама за предстојећи тест физичке спремности и крију свој план од Моргана.                   |                    |                                      |                   |                                              |                     |           |                             |
| 205 | 19                 | "Ивице зиме"                         | Ханел Калпепер    | Џенин Шерман Бароа                           | 19. март 2014.      | 919       | 10.14                       |
| Док помаже трауматизованом преживелом да се припреми за сведочење на предстојећем суђењу, Морган размишља о догађајима око њиховог првог сусрета и покушају ЈАП-а да пронађе серијског убицу из Хамилтона у Новом Јорку који користи своје злочине да би сазнао о злостављању које је претрпео као дете.                                             |                    |                                      |                   |                                              |                     |           |                             |
| 206 | 20                 | "Крвна сродства"                     | Метју Греј Габлер | Брин Фрејзер                                 | 2. април 2014.      | 920       | 10.47                       |
| Када су двојица мушкараца из Вилинга у Западној Вирџинији пронађена мртва, ЈАП жонглира између идентификације окрутног убице са изопаченим начином деловања, истраге дугогодишњег сукоба између две месне породице и откривања тајне коју једна жена жели да сакрије.                                                                                |                    |                                      |                   |                                              |                     |           |                             |
| 207 | 21                 | "Оно што се десило у Меклинбургу..." | Роб Харди         | Тикона С. Џој                                | 9. април 2014.      | 921       | 9.85                        |
| Када су три особе буду отете са паркинга у Мемфису у Тенесију, ЈАП повезује отмице са догађајем старим годину дана и креће у хапшење убице жељног освете. У међувремену, Морган се суочава са стањем око тога шта да ради пошто је Савана открила да је незадовољна количином путовања коју његов посао захтева.                                     |                    |                                      |                   |                                              |                     |           |                             |
| 208 | 22                 | "Кобно"                              | Лари Тенг         | Брус Зимерман                                | 30. април 2014.     | 922       | 10.30                       |
| АП се враћа у Калифорнију како би пронашао серијског убицу са Дуге плаже опседнутог грчком митологијом пошто су две особе добиле претње смрћу, а потом су пронађене мртве од тровања арсеном. У међувремену, Хоч постаје забринут пошто га је Џек замолио да учествује у предстојећем дану каријере његове школе.                                    |                    |                                      |                   |                                              |                     |           |                             |
| 209 | 23                 | "Анђели (1. део)"                    | Роб Бејли         | Рик Данкл, Брин Фрејзер и Џенин Шерман Бароа | 7. мај 2014.        | 923       | 10.52                       |
| Када је проститутка из округа Бриско у Тексасу мучена и убијена из ватреног оружја, а њено убиство повезано са нерешеним случајем старим шест месеци са језиво сличним околностима, ЈАП покушава да утврди да ли су злочини мотивисани верским уверењима. У међувремену, неочекивани низ догађаја доводи у опасност животе два члана екипе.          |                    |                                      |                   |                                              |                     |           |                             |
| 210 | 24                 | "Утваре (2. део)"                    | Глен Кершо        | Ерика Месер                                  | 14. мај 2014.       | 924       | 12.03                       |
| Док је Рид у болници након пуцњаве са сада покојним осумњиченим Џастином Милсом, преостали чланови ЈАП-а крећу у уништавање корумпиране организације која се спрема да испуни злокобни план. У међувремену, Гарсија се ненамерно ставља на линију ватре, а Блејкова се бори са тајном из своје прошлости.                                            |                    |                                      |                   |                                              |                     |           |                             |